# Kaayla Chones
Kaayla Monet Chones (Pepper Pike, 11 gennaio 1981) è un'ex cestista statunitense, professionista nella WNBA e in Europa.

## Carriera
È stata selezionata dalle Washington Mystics al secondo giro del Draft WNBA 2004 (15ª scelta assoluta).
Nella WNBA ha giocato con le Washington Mystics e le Seattle Storm e ha disputato alcune partite nel precampionato con le Los Angeles Sparks. In Serie A1 ha vestito la maglia della Pallacanestro Ribera.
È figlia di Jim Chones. Secondo il suo allenatore a Ribera, Francesco Paolo Anselmo, Chones è «un pivot atipico. [Nella squadra] è la più dotata e quella che ha più conoscenza ed esperienza nella pallacanestro..»

## Statistiche
Dati aggiornati al 31 maggio 2009.
| Stagione        | Squadra                 | Competizione    | Partite | Partite | Partite | Statistiche tiro | Statistiche tiro | Statistiche tiro | Altre statistiche | Altre statistiche | Altre statistiche | Altre statistiche | Altre statistiche |
| Stagione        | Squadra                 | Competizione    | Pres.   | Titol.  | Minuti  | Tiri da 2        | Tiri da 3        | Liberi           | Rimb.             | Assist            | Rubate            | Stopp.            | Punti             |
| --------------- | ----------------------- | --------------- | ------- | ------- | ------- | ---------------- | ---------------- | ---------------- | ----------------- | ----------------- | ----------------- | ----------------- | ----------------- |
| 2004            | Washington Mystics      | WNBA            | 13      | 1       | 115     | 11/27            | 0                | 6/11             | 17                | 4                 | 1                 | 4                 | 28                |
| 2005            | Washington Mystics      | WNBA            | 12      | 0       | 61      | 6/14             | 0                | 2/3              | 6                 | 1                 | 1                 | 0                 | 14                |
| 2006            | Seattle Storm           | WNBA            | 3       | 0       | 16      | 0/2              | 0                | 0                | 0                 | 0                 | 0                 | 0                 | 0                 |
| 2007            | Los Angeles Sparks      | WNBA            | 0       | 0       | 0       | 0                | 0                | 0                | 0                 | 0                 | 0                 | 0                 | 0                 |
| 2008-2009       | Banco di Sicilia Ribera | Serie A1        | 28      | 28      | 853     | 134/259          | 0/2              | 71/92            | 198               | 14                | 24                | 19                | 339               |
| Totale carriera | Totale carriera         | Totale carriera | 56      | 29      | 1029    | 151/302          | 0/2              | 79/106           | 221               | 19                | 26                | 23                | 381               |